# Mia Manuelita Mascariñas-Green
Mia Manuelita Mascariñas-Green era una activista, defensora de los derechos humanos  y abogada filipina especializada en temas medioambientales. Fue asesinada por su actividad en la ciudad de Tagbilaran en la Isla Bohol el 15 de febrero de 2017.

## Trayectoria
Mia Manuelita Mascariñas-Green fue una activista y abogada filipina de 49 años  especializada en temas medioambientales, que fue asesinada en presencia de sus hijos en Tagbilaran en la Isla de Bohol el 15 de febrero de 2017 por su actividad como activista en defensa delos derechos de las mujeres las niñas y los niño y como abogada ambientalista. 
Estuvo dedicada personal y profesionalmente en la lucha contra la destrucción de la tierra y los recursos naturales en Filipinas, a pesar de que Filipinas ha sido uno de los países más peligrosos del mundo para las personas dedicadas a la defensa del medio ambiente, y donde la intimidación, el acoso e incluso los asesinatos son a menudo planificados para poner fin a los movimientos de activismo ambientalista.
Según afirma Ben Leather, de la ONG Global Witness el 2017 fue el año que más asesinatos se produjeron por el ejercicio del activismo medioambiental, siendo Filipinas uno de los piases más afectado y en este listado figura  Mia Manuelita Mascariñas-Green.
A raíz del asesinato de Mia Manuelita Mascariñas-Green, Yeb Sano, director de Greenpeace South Asia dijo:
```
 “Es nuestro deber como filipinos luchar contra esta cultura de impunidad, debemos luchar contra la injusticia, el salvajismo y el uso de la violencia para silenciar a aquellos que están trabajando para hacer de este mundo un lugar mejor. Que nuestras acciones y nuestros movimientos impulsen a nuestra sociedad hacia un futuro verde y pacífico, exigimos justicia para Mia “.
[
1
]
```

Mia Manuelita Mascariñas-Green era miembro del Centro de Asistencia Legal Medioambiental, organización que trabaja con Greenpeace en la defensa de los derechos humanos y la justicia climática.
Finalizada  la Ley Marcial en Filipinas, Mia Manuelita Mascariñas-Green cofundó Kristianong Alyansa para Itaguyod ang Tao, la rama local de Alyansa ng Kristianong Mag-aaral, esta organización de inspiración cristiana preconizaba la formación de los jóvenes en la resolución pacífica de los conflictos.

## Asesinato
Mia Manuelita Mascariñas-Green fue asesinada mientras conducía su coche acompañada de su hija de 10 años y de los mellizos de 2 años. Fue tiroteada por dos individuos desde una motocicleta a plena luz del día y que iban con la cara descubierta; Los presuntos autores del asesinato de Mascariñas-Green, Lloyd Lancer Gonzaga y Romarico Benegi-an,  fueron identificados por varios testigos pero, aun así, recibieron un trato de favor por parte de las policías de las ciudades de Tagbilaran y Panglao, (ambas de la provincia de Bohol), por este motivo se realizó una denuncia contra ellas, las autoridades dijeron que investigarían el caso.
El presunto autor intelectual Lloyd Lancer Gonzaga  había tenido una acalorada discusión con Mia Manuelita Mascariñas-Green en la sala del tribunal, en la que estaba ejerciendo como abogada de Conrada Blomqvist  quién había demandado a Gongaza por un conflicto de tierras en Panglao. 
El fiscal desestimó los cargos por asesinato a Lloyd Lancer Gonzaga y Romarico Benegi-an por estimar que en las actuaciones policiales se cometieron errores.
Posteriormente Gonzaga y Benigi-an fueron arrestados por posesión de armas de fuego de alto calibre, municiones y drogas ilegales, quedando en libertad tras pagar una fianza.

## Reconocimientos
A Mia Manuelita Mascariñas-Green se le ha rendido homenaje junto con otras feministas y activistas de diferentes países por parte de la organización Asociación para los Derechos de las Mujeres y el Desarrollo (AWI) en su galería.